# Przegląd Fotograficzny
Przegląd Fotograficzny – polski ilustrowany miesięcznik o tematyce fotograficznej, wydawany w Wilnie, w latach 1935–1939.

## Historia
Przegląd Fotograficzny był wydawnictwem ukazującym się staraniem Fotoklubu Wileńskiego, Lwowskiego Towarzystwa Fotograficznego, Związku Polskich Towarzystw Fotograficznych, Polskiego Towarzystwa Fotograficznego – będącym jednocześnie agendą wymienionych stowarzyszeń. Czasopismo przede wszystkim było związane tematycznie z zaawansowaną fotografią amatorską, fotografią artystyczną oraz fotografią zawodową. 
Wydawcą Przeglądu Fotograficznego był Stanisław Turski, związany z wileńskim środowiskiem fotograficznym (członek m.in. Polskiego Towarzystwa Fotograficznego, Fotoklubu Wileńskiego, Fotoklubu Polskiego) – pełniący jednocześnie funkcję redaktora prowadzącego czasopisma. 
Zawartość czasopisma stanowiły aktualne wiadomości fotograficzne, w dużej części wiadomości o pracach Fotoklubu Wileńskiego, Lwowskiego Towarzystwa Fotograficznego, Związku Polskich Towarzystw Fotograficznych, Polskiego Towarzystwa Fotograficznego oraz ilustrowane artykuły o fotografii, estetyce w fotografii, artykuły poświęcone technice i chemii fotograficznej. Czasopismo miało stałe rubryki – m.in. Komunikaty (opis działalności stowarzyszeń fotograficznych), Poradnia (ocena i porady dotyczące zdjęć nadsyłanych przez czytelników), Przegląd prasy (krajowej i zagranicznej), Wydawnictwa (przegląd aktualnych publikacji albumowych oraz książkowych). W miesięczniku pojawiało się wiele artykułów informujących o artystycznej działalności fotograficznej – wystawach, konkursach fotograficznych. Publikowano wiele fotografii znanych artystów fotografów oraz mniej znanych pasjonatów sztuki fotograficznej.
Ostatni numer Przeglądu Fotograficznego ukazał się w 1939 roku.